# Boualem Rahoui
Boualem Rahoui, född 8 oktober 1948, är en algerisk friidrottare. Han deltog vid olympiska sommarspelen 1972.